# Mikroregion nad Holeškou
Mikroregion nad Holeškou je mikroregion v okrese Piešťany, má 15 členů, z toho 14 obcí a jednu instituci (Střední odborná škola Rakovice). 
Patří sem tyto obce:
- Borovce (od r. 2000)
- Dolný Lopašov (od r. 2000)
- Dubovany (od r. 2000)
- Chtelnica (od r. 2013)
- Kočín-Lančár (od r. 2007)
- Krakovany (od r. 2007)
- Nižná (od r. 2004)
- Ostrov (od r. 2009)
- Prašník (od r. 2009)
- Rakovice (od r. 2000)
- Šterusy (od r. 2000)
- Trebatice (od r. 2004)
- Veselé (od r. 2000)
- Veľké Kostoľany (od r. 2000)

Byl založen 26. července 2000 jako zájmové sdružení Společenstvo mikroregionu nad Holeškou. V roce 2004 byl název změněn na Mikroregion nad Holeškou. V červnu 2001 byla za člena přijata ZSŠ zemědělská v Rakovicích, kde je i sídlo mikroregionu.